# Ernest C. Giffen
Ernest C. Giffen (* 24. Januar 1888 in Newcastle, Ohio; † 9. April 1966 in Wichita, Kansas) war ein US-amerikanischer Soldat, Lehrer und Politiker.

## Werdegang
Ernest C. Giffen wurde 1888 als Sohn von Orange H. Giffen (1857–1918) und seiner Ehefrau Luella (1864–1934), geborene Scott, im Coshocton County geboren. Über seine Jugend ist nichts bekannt.
Während des Ersten Weltkrieges diente er als Private im Student Army Training Corps (SATC).
Irgendwann zog er nach South Dakota. Giffen war von 1929 bis 1933 Superintendent of Public Instruction von South Dakota. Seine Amtszeit war von der Weltwirtschaftskrise überschattet.
Im Jahr 1946 zog er nach Kansas und ließ sich in Wichita (Sedgwick County) nieder. Giffen unterrichtete dort an einer Schule. Dann war er als Verkäufer für Encyclopædia Britannica tätig.
Giffen war Mitglied der St. Paul's Evangelical Lutheran Church und der Freimaurer.